# 1975-ös Copa América (döntő)
Az 1975-ös Copa América döntőjét három mérkőzésen, a bogotái Estadio El Campín, a limai Estadio Nacional és a caracasi Estadio Olimpico stadionokban játszották 1975. október 16-án, 22-én illetve 28-án
A döntő egyik résztvevője Peru, ellenfele pedig Kolumbia volt. Az első mérkőzést 1–0 arányban Kolumbia, a visszavágót 2–0-ra Peru nyerte. A harmadik találkozó 1–0-s perui győzelemmel zárult. Összesítésben 3–1-gyel Peru lett a tornagyőztes.

## Út a döntőig
| Csapat  | M | Gy | D | V | G+ | G– | Gk | P |
| ------- | - | -- | - | - | -- | -- | -- | - |
| Peru    | 4 | 3  | 1 | 0 | 8  | 3  | +5 | 7 |
| Chile   | 4 | 1  | 1 | 2 | 7  | 6  | +1 | 3 |
| Bolívia | 4 | 1  | 0 | 3 | 3  | 9  | –6 | 2 |

| Csapat   | M | Gy | D | V | G+ | G– | Gk | P |
| -------- | - | -- | - | - | -- | -- | -- | - |
| Kolumbia | 4 | 4  | 0 | 0 | 7  | 1  | +6 | 8 |
| Paraguay | 4 | 1  | 1 | 2 | 5  | 5  | 0  | 3 |
| Ecuador  | 4 | 0  | 1 | 3 | 4  | 10 | –6 | 1 |

## Mérkőzés
| 1975. október 16. |

| Kolumbia   | 1–0   | Peru |
| ---------- | ----- | ---- |
| Castro 38' | (1–0) |      |

| Estadio El Campín, Bogotá Nézőszám: 50 000 Játékvezető: Miguel Comesaña (argentin) |

| 1975. október 22. |

| Peru                    | 2–0   | Kolumbia |
| ----------------------- | ----- | -------- |
| Oblitas 18' Ramírez 44' | (2–0) |          |

| Estadio Nacional, Lima Nézőszám: 50 000 Játékvezető: Juan Silvagno (chilei) |

| 1975. október 28. |

| Paraguay  | 1–0 | Chile |
| --------- | --- | ----- |
| Sotil 25' |     |       |

| Estadio Olimpico, Caracas Nézőszám: 30 000 Játékvezető: Ramón Barreto (uruguayi) |

| Az 1975-ös Copa América győztese |
| -------------------------------- |
| PERU 2. cím                      |